# Holländerturm
Der Holländerturm ist ein Turm der alten Stadtbefestigung am Waisenhausplatz in der Altstadt von Bern.
Der Holländerturm wurde um 1256 als Wehrturm erbaut, er war Teil des dritten Wehrgürtels, zu dem auch der Käfigturm gehörte. Als 1345 der vierte Wehrgürtel mit dem Christoffelturm erstellt wurde, verminderte dies die militärische Bedeutung des dritten Wehrgürtels. Im Jahre 1530 wurden die Bauten des dritten Wehrgürtels für zivile Zwecke freigegeben. Der Holländerturm beherbergte in der Folge lange Jahre eine Huf- und Waffenschmiede. Zu seinem Namen kam der Holländerturm, da bernische Offiziere in holländischem Dienst auf diesen Turm kamen, um sich hier dem Tabakgenuss hinzugeben. Dies taten sie, um vor ungebetenen Zuschauern sicher zu sein, denn zu jener Zeit war das Tabakrauchen in Bern noch verboten.
Anfangs nannte man den Turm aber noch Raucherthurm, erst 1896 wurde die Bezeichnung Holländerturm erstmals erwähnt. 1885 wurde der Turm anlässlich des Eidgenössischen Schützenfest erstmals renoviert. Sechs Jahre später 1891 wurde die Turmstube für die Feier des 700-jährigen Bestehens der Stadt Bern äusserlich aufgefrischt. Die letzten Renovationen resp. Sanierungen wurde 1939 sowie 2024 durchgeführt.

Galerie
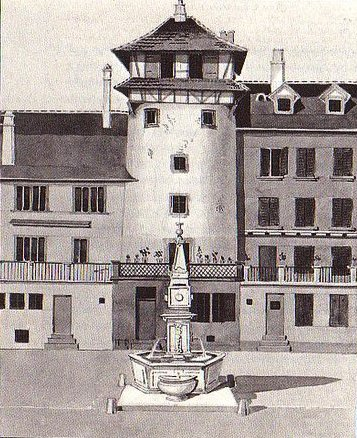
Der Holländerturm um 1851
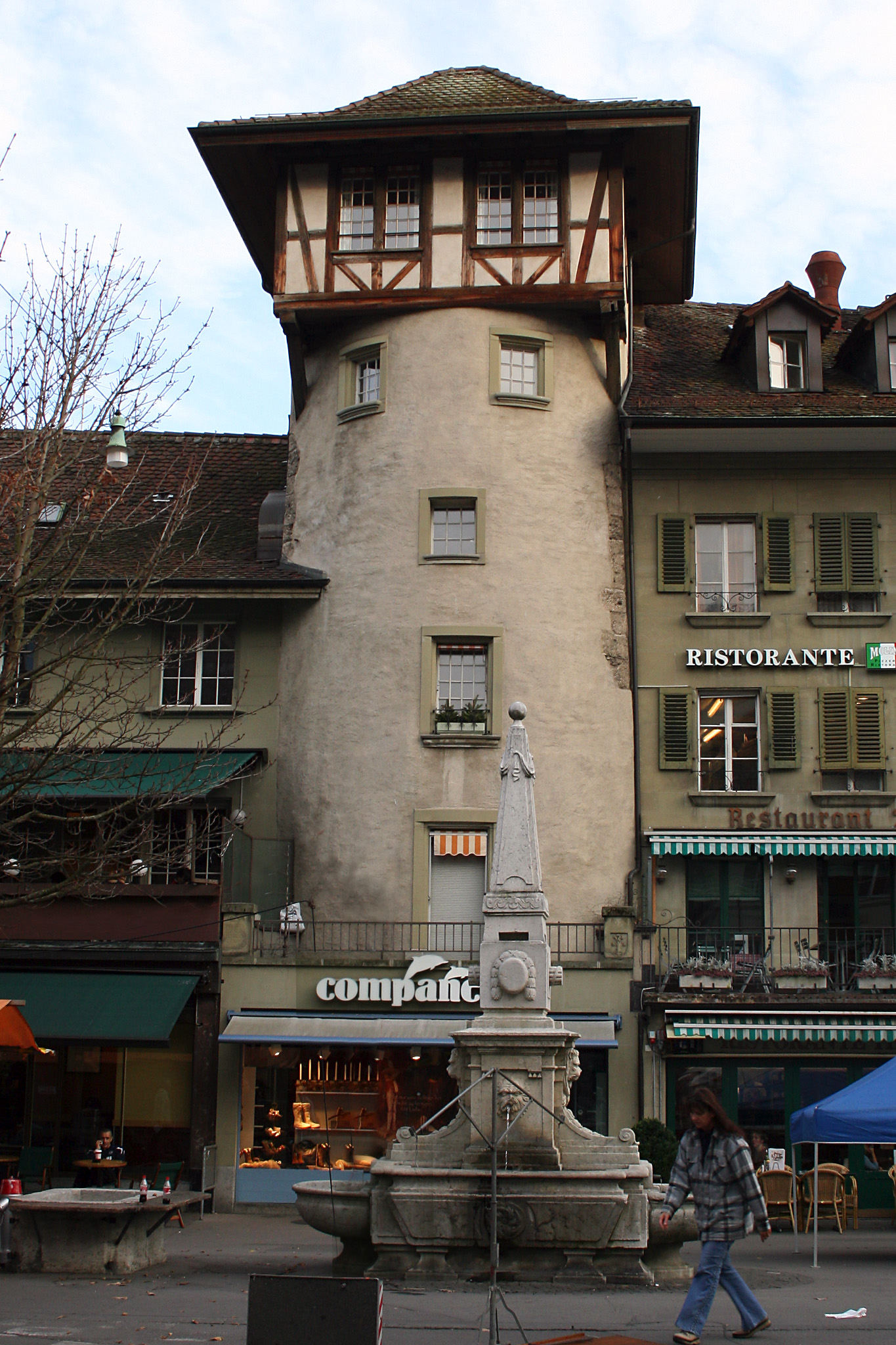
Der Holländerturm 2006
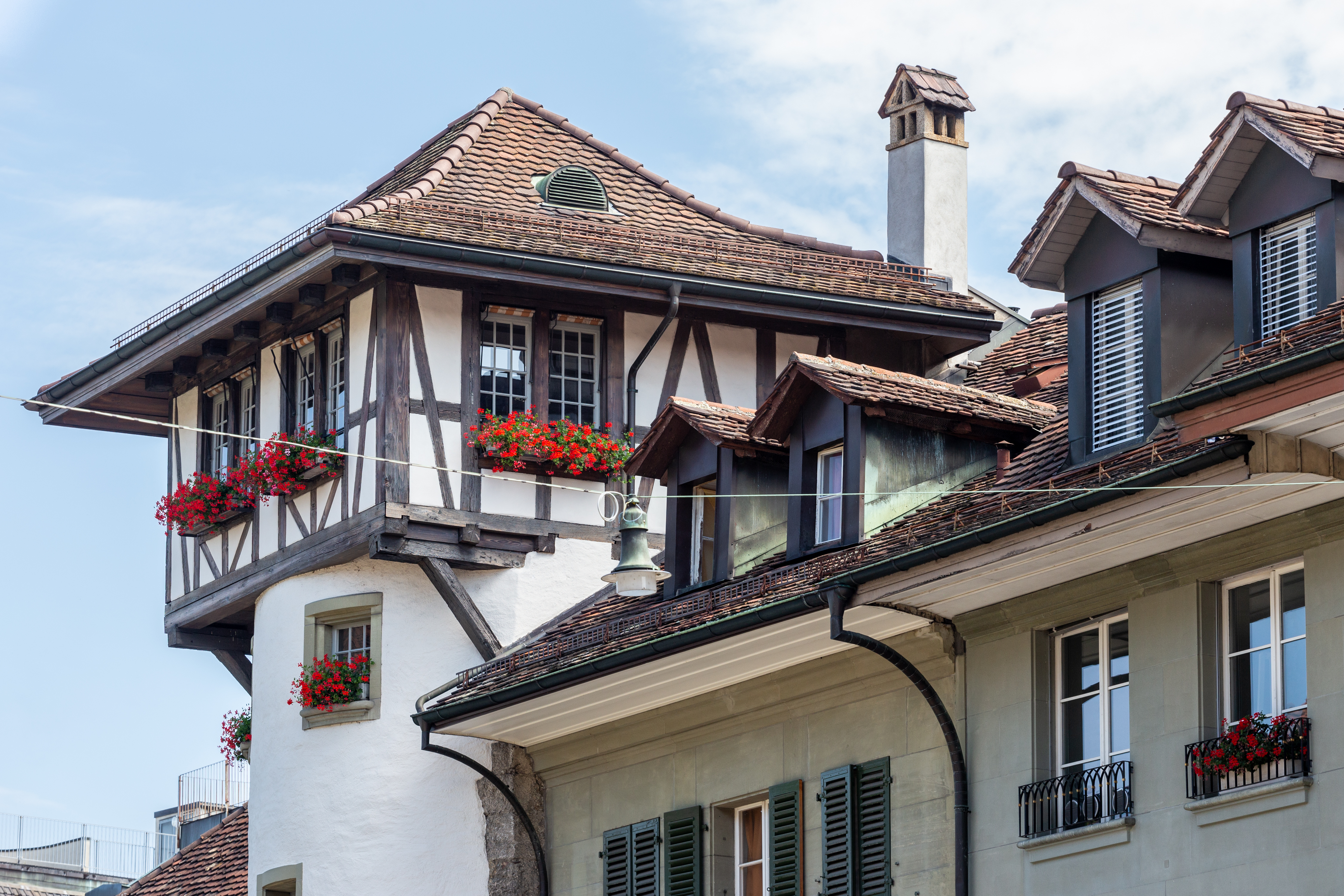
Holländerturm(stube)